# شرق (حريب)

تعديل مصدري - تعديل

شرق هي إحدى قرى عزلة شرق السيح بمديرية حريب التابعة لمحافظة مأرب، بلغ تعداد سكانها 469 نسمة حسب تعداد اليمن لعام 2004.